# Trachysiphonella pygmaea
Trachysiphonella pygmaea är en tvåvingeart som först beskrevs av Johann Wilhelm Meigen 1838.  Trachysiphonella pygmaea ingår i släktet Trachysiphonella, och familjen fritflugor. Arten är reproducerande i Sverige.